# السبع أفندي (فلم)
السبع أفندي فيلم مصري من إنتاج عام 1951.

## قصة الفيلم
سكر عبود موظف بسيط يعامله رئيسه بغلظة وعدم احترام ... يتبرم سكر من معاملة رئيسه الذي دأب على أن يهينه بمناسبة أو بدون مناسبة، ويخلد سكر للنوم فيتراءى في أحلامه أنه حقق أحلامه فيجد نفسه أنه يستطيع أن يعبر من خلال الحائط أو أي حاجز أمامه، فيقرر الانتقام من رئيسة فيظهر له من خلال الحائط، يفقد المدير أعصابه ويدخل مستشفى الأمراض العقلية، يذهب سكر مع صديقه حكمت إلى كباريه ويقابل هناك جيهان وتتوالى الأحداث.

## طاقم التمثيل
- سعيد أبو بكر: (سكر عبود)
- شادية: (جيهان)
- سراج منير: (عمر بك - رئيس سكر)
- فريد شوقي: (شريف)
- عبد العزيز أحمد: (الطبيب)
- اعتماد خورشيد: (الممرضة)
- عمر الحريري: (حكمت)
- عدلي كاسب: (مدير بالكباريه)
- توفيق الدقن: (نادل في الكباريه)
- عبد الغني النجدي: (حنفي - الفراش)
- شفيق نور الدين: (جار سكر)
- محمد التابعي: (المعلم محمد)
- جمعة إدريس: (سيد)
- سعاد فوزي: (ميمي)
- صفا الجميل: (مسجون)
- أحمد بالي: (والد جيهان)

## فريق العمل
- إخراج: أحمد خورشيد
- قصة وسيناريو: فريد صفدية، زكي يوسف
- حوار: علي الزرقاني
- إنتاج: أحمد خورشيد
- توزيع: شركة مصر للتمثيل والسينما
- مونتاج: إميل بحري
- موسيقى تصويرية: ريكاردو كريدي
- مدير التصوير: فولي إيليا

## الأغاني
- كلمات: مصطفى عبد الرحمن
- ألحان: إبراهيم حسين

## وصلات خارجية
- مقالات تستعمل روابط فنية بلا صلة مع ويكي بيانات
- صفحة الفيلم في قاعدة بيانات الأفلام العربية